# Les Créatures (album)
Pour les articles homonymes, voir Les Créatures.
Les créatures est le cinquième album du chanteur Philippe Katerine.
D'abord publié seul, il est distribué en 1999 avec un autre album intitulé L'homme à trois mains. Les deux disques vendus ensemble constituent deux œuvres distinctes.
Les créatures marque un tournant dans la carrière de Philippe Katerine qui jusqu'alors avait travaillé presque seul en enregistrant sa musique chez lui plutôt que dans un studio. Philippe Katerine travaille ici avec les Recyclers et des arrangements du jazzman nantais François Ripoche.
Un morceau caché, 08.12.2008, est disponible en revenant 3 minutes en arrière à partir de la première piste.

## Titres
| No  | Titre                                                         | Auteur                                                    | Durée |
| --- | ------------------------------------------------------------- | --------------------------------------------------------- | ----- |
| 1.  | Jésus Christ mon amour                                        | Philippe Katerine                                         |       |
| 2.  | Américaine                                                    | Philippe Katerine                                         |       |
| 3.  | L'appartement                                                 | Philippe Katerine                                         |       |
| 4.  | Gare du Nord                                                  | Philippe Katerine/The recyclers                           |       |
| 5.  | Je vous emmerde                                               | Philippe Katerine                                         |       |
| 6.  | Mon meilleur ami est un chien                                 | Philippe Katerine/The recyclers - Philippe Katerine       |       |
| 7.  | Au pays de mon premier amour                                  | Philippe Katerine                                         |       |
| 8.  | Poulet N. 728 120                                             | Philippe Katerine                                         |       |
| 9.  | J'ai 30 ans                                                   | Philippe Katerine/The recyclers - Philippe Katerine       |       |
| 10. | Jamais je ne t'ai dit que je t'aimerais toujours oh mon amour | Cyrus Rezvani - chant : Philippe Katerine et Kahimi Karie |       |
| 11. | Boulevard de l'hôpital                                        | Philippe Katerine                                         |       |
| 12. | 08.12.2008 (morceau caché)                                    | Philippe Katerine                                         | 2:59  |

## Contributions
- Production : Philippe Katerine
- Arrangements : Philippe Katerine et The Recyclers[2]
- Arrangements cuivres : François Ripoche et Philippe Katerine
- Photographies : Franck Roubaud
- Conception graphique : Jean Depagne